# Stirellus samoanus
Stirellus samoanus är en insektsart som beskrevs av Henry Fairfield Osborn 1934. Stirellus samoanus ingår i släktet Stirellus och familjen dvärgstritar. Inga underarter finns listade i Catalogue of Life.